# Charles Parlange

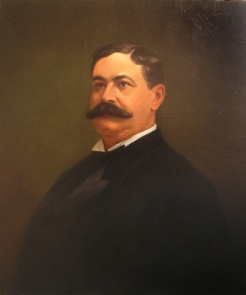
Charles Parlange

Charles Parlange (* 23. Juli 1851 in New Orleans, Louisiana; † 4. Februar 1907 ebenda) war ein US-amerikanischer Jurist und Politiker. In den Jahren 1892 und 1893 war er Vizegouverneur des Bundesstaates Louisiana; später wurde er Bundesrichter am Bundesbezirksgericht für den östlichen Distrikt von Louisiana.

## Werdegang
Charles Parlange besuchte das Centenary College in Jackson. Nach einem anschließenden Jurastudium und seiner 1873 erfolgten Zulassung als Rechtsanwalt begann er im Pointe Coupee Parish in diesem Beruf zu arbeiten. Gleichzeitig schlug er als Mitglied der Demokratischen Partei eine politische Laufbahn ein. Zwischen 1880 und 1885 saß er im Senat von Louisiana. Danach war er von 1885 bis 1889 Bundesstaatsanwalt für den östlichen Teil seines Staates. Anschließend praktizierte er wieder als privater Rechtsanwalt.
1892 wurde Parlange an der Seite von Murphy J. Foster zum Vizegouverneur von Louisiana gewählt. Dieses Amt bekleidete er bis zu seinem Rücktritt im Jahr 1893. Dabei war er Stellvertreter des Gouverneurs und Vorsitzender des Staatssenats. Sein Rücktritt erfolgte nach seiner Ernennung zu beisitzenden Richter am Louisiana Supreme Court. Am 11. Dezember 1893 wurde er von Präsident Grover Cleveland als Nachfolger von Edward Coke Billings zum Richter am United States District Court for the Eastern District of Louisiana ernannt. Diesen Posten hatte er bis zu seinem Tod am 4. Februar 1907 in New Orleans inne.